# Tê giác đen Tây Phi
Tê giác đen Tây Phi (Diceros bicornis longipes) là một phân loài tê giác hiếm của loài tê giác đen sinh sống ở châu Phi. Năm 2011, Liên minh Bảo tồn Thiên nhiên Quốc tế tuyên bố rằng loài tê giác đen Tây Phi đã tuyệt chủng. Nó đã từng sinh sống khắp ở sa-van tây trung Phi nhưng đã bị tuyệt diệt do nạn săn trộm.

## Mô tả
Tê giác đen Tây Phi dài là 3-3,8 m, cao 1,4-1,7 m và nặng 800-1.300 kg. Nó có hai sừng, sừng đầu tiên dài 0,5-1,3 m và sừng thứ hai dài từ 2–55 cm. 

## Phân bố
Phân loài này bị săn bắn vào đầu của thế kỷ 20, nhưng số lượng của chúng tăng trong những năm 1930 sau khi hành động bảo tồn đã được thực hiện. Khi các nỗ lực bảo vệ đã giảm trong những năm qua đã làm số lượng của tê giác đen phương Tây tăng. Đến năm 1980 thì số lượng đã lên đến hàng trăm. Nạn săn trộm vẫn tiếp tục và năm 2000 người ta ước tính chỉ còn 10 cá thể sống sót. Đầu năm 2006, trong một cuộc khảo sát chuyên sâu của miền bắc Cameroon (con cuối cùng còn lại môi trường sống của các loài khác) người ta không tìm thấy con nào, nhưng những nỗ lực để xác định vị trí bất kỳ cá nhân còn sống sót vẫn tiếp tục. Nạn săn trộm bất hợp pháp, các nỗ lực chống săn trộm bị giới hạn đã dẫn đến sự sụt giảm của phân loài này. Không có loài động vật được biết là được tổ chức trong điều kiện nuôi nhốt. Năm 2011, người ta tuyên bố phân loài này đã tuyệt chủng.